# Castelo de Fetteresso
O Castelo de Fetteresso (em inglês:  Fetteresso Castle) é uma mansão acastelada localizada em Fetteresso, Aberdeenshire, Escócia.

## História
Esta mansão do início do século XIX está dividida por duas seções distintas. Uma mais antiga, provavelmente do século XVI, com três pisos. No século XVII foi adicionado mais um bloco de três pisos com a mesma altura. Numa das faces da estrutura existe as armas dos Marischal, com a data '1671' e as iniciais WEM/ ACM (William, Earl Marischal e Anne, Countess Marischal).
Estrutura em que o bispo Leslie, em 1578 chamou de Palácio Fetteresso, típico do século XV. O lado este do castelo foi queimado por Montrose em 1645 e reconstruído em 1670-1. Originalmente a estrutura possuía oito torres, mas apenas uma existia em 1865.
Foi numa das portas do castelo, que Jaime Francisco Eduardo Stuart, foi proclamado Rei, depois da sua chegada de França em 1715.
Encontra-se classificado na categoria "B" do "listed building" desde 5 de agosto de 1987.